# Zhejiang
Le Zhejiang (en chinois : 浙江 ; pinyin : Zhèjiāng ; EFEO : Tché-Kiang) est une province côtière orientale de la Chine. Sa capitale et plus grande ville est Hangzhou, parmi les autres villes importantes de la province on peut aussi citer Ningbo et Wenzhou. Le Zhejiang est bordé au nord par le Jiangsu et Shanghai, au nord-ouest par l'Anhui, à l'ouest par le Jiangxi et au sud par le Fujian. À l'est se trouve la mer de Chine orientale, au-delà de laquelle se trouvent les îles Ryūkyū. La population du Zhejiang s'élève à 64,6 millions d'habitants, ce qui en fait la huitième province la plus peuplée de Chine. Elle est surnommée « l'épine dorsale de la Chine » parce qu'elle est un moteur important de l'économie chinoise et qu'elle est le lieu de naissance de plusieurs personnalités, dont le dirigeant nationaliste chinois Chiang Kai-shek et l'entrepreneur Jack Ma. Le Zhejiang est composé de 90 xian (y compris les villes-districts et districts).
Le territoire actuel du Zhejiang était contrôlée par l'État de Yue pendant la période des Printemps et Automnes. La dynastie Qin l'a ensuite annexée en 222 av. J.-C.. Sous la dynastie Ming et la dynastie Qing qui l'a suivie, les ports du Zhejiang sont devenus d'importants centres de commerce international. Le Zhejiang a été occupée par l'empire du Japon pendant la seconde guerre sino-japonaise et placée sous le contrôle de l'État fantoche japonais connu sous le nom de gouvernement national réorganisé de la république de Chine. Après la création de la RPC, l'économie du Zhejiang a stagné sous l'effet des politiques de Mao Zedong. Néanmoins, après la réforme économique chinoise entreprise par Deng Xiaoping, le Zhejiang est devenu l'une des provinces les plus riches de Chine, se classant au quatrième rang pour le PIB et au sixième rang pour le PIB par habitant, avec un PIB nominal de 1,14 trillion de dollars américains en 2022. La province est traversée par le fleuve Qiantang. La province comprend trois mille îles, les plus nombreuses de Chine. La capitale Hangzhou marque l'extrémité du Grand Canal et se trouve dans la baie de Hangzhou, au nord du Zhejiang, qui sépare Shanghai de Ningbo. De nombreuses petites îles sont éparpillés dans cette baie, elles sont appelées les îles Zhoushan.
Hangzhou est une ville chinoise importante sur le plan historique et est considérée comme une ville mondiale classée « Beta+ » selon le GaWC. Plusieurs variétés de chinois sont parlées dans le Zhejiang, la plus importante étant le Wu. Le Zhejiang est également l'une des provinces chinoises les plus performantes en matière de recherche et d'éducation. En 2023, deux grandes villes du Zhejiang figuraient parmi les 200 premières villes du monde (Hangzhou : 16e, et Ningbo : 188e) en termes de résultats de recherche scientifique, selon le Nature Index.
Les spécificités culturelles et culinaires de la province sont caractéristiques de la région historique de Wuyue.

## Toponymie
Le nom de la province vient de l'appellation historique du Qiantang Jiang, fleuve traversant la ville de Hangzhou pour se jeter dans la mer de Chine orientale en formant la baie de Hangzhou.

## Géographie

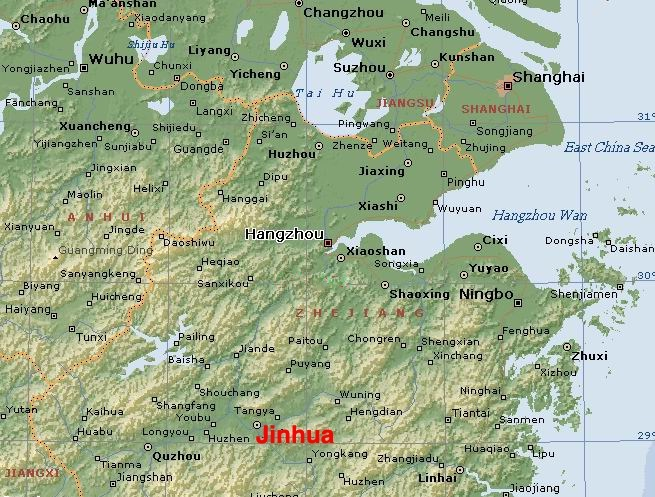
Carte du nord de la province.

Le Zhejiang est située en Chine orientale (Huadong) au sud du delta du Yangzi Jiang et de Shanghai. Son territoire est entouré par celui des provinces de l’Anhui au Nord-Ouest, du Jiangsu et de Shanghai au Nord, du Jiangxi au Sud-Ouest et du Fujian au Sud-Est.
Sa superficie de 104 000 km2 (1,1 % de la surface de la Chine et 19 % de la surface de la France métropolitaine) en fait une des plus petites provinces de Chine (25e rang sur 34). Sa population de 56,2 millions habitants se caractérise par une densité élevée (551 habitants au km²) commune dans cette partie de la Chine. Les montagnes et les collines représentent 70,4 % du territoire. Les plaines et les bassins fluviaux, présents surtout dans le Nord représentent 23,2 % de sa surface tandis que les rivières et les lacs occupent 6,4 % du territoire. La partie orientale de la province est bordée par la mer de Chine orientale. La côte, très découpée, est la plus longue de Chine (6 486 km). La province comprend de nombreuses îles dont Zhoushan, troisième du pays par la taille, et 3 060 autres d'une superficie supérieure à 500 m2.
Les parties les plus élevées de la province se situent à l'ouest et au sud avec plusieurs massifs dont la hauteur est comprise entre 700 et 1 500 mètres : chaîne côtière des Monts Yandang située au sud de la province, Mont Tianmu au cœur de la réserve naturelle de Tianmushan, Mont Tiantai et Mont Mogan. Le sommet le plus élevé est le pic Huangmaojian qui culmine à 1930 mètres. Le nord-est de la province, situé au sud du delta du Yangtze, est composé de plaines dans lesquelles sont implantées les villes de Hangzhou (capitale de la province), Jiaxing et Huzhou. Le grand canal pénètre dans la province par sa frontière nord et finit sa course à Hangzhou. L'autre partie relativement plate est située au sud-est de la province est formée par la vallée fluviale du Qu où se situent les villes de Quzhou et Jinhua.

### Hydrographie
Les principaux fleuves sont le Qiantang (longueur de 589 km, bassin versant de 54 349 km2, débit moyen de 1 434 m2/s) connu pour son mascaret particulièrement spectaculaire et le Ou (bassin versant de 18 028 km2, longueur 388 km, débit moyen 640 m2/s) qui traverse la sud de la province avant de se jeter dans la mer de Chine orientale au niveau de la ville de Wenzhou. La plupart des cours d'eau de la province se fraient leur cours dans un relief qui crée de nombreux rapides et les autres particularités associés à ce type de topographie. La côte très découpée fournie de nombreux abris. L'indentation la plus importante est la baie de Hangzhou. La province comporte plusieurs lacs remarquables notamment le lac Qiandao d'une superficie de 573 km2 lac artificiel résultant de la construction d'un barrage sur le Qiantang, le lac de l'Ouest poumon vert au cœur de la capitale provinciale Hangzhou. La frontière nord de la province avec le Jiangsu voisin est formée en partie par la rive sud du lac Tai (2 250 km2).

### Climat
Le climat du Zhejiang est de type subtropical humide (Köppen Cfa) avec quatre saisons distinctes caractérisées par des étés très longs, très chauds et humides et des hivers frais, secs et nuageux avec éventuellement des chutes de neige.
Les contrastes sont importants entre le littoral et l'intérieur des terres et entre le nord et le sud. En hiver la température moyenne dans les plaines littorales du nord descend jusqu'à 4 °C (Hangzhou 4,6 °C en janvier) alors qu'à Wenzhou situé sur la côte au sud elle est de 8 °C. L'été, les températures s'uniformisent avec une moyenne de 29 °C dans toutes les agglomérations de la province. La province est régulièrement frappée par les typhons qui se forment sur l'océan Pacifique. Les averses sont particulièrement abondantes durant l'été.

## Histoire

### Antiquité
La région du Zhejiang moderne était en dehors de la grande sphère d’influence de la civilisation Shang au cours du deuxième millénaire avant notre ère. Au lieu de cela, cette région a été peuplée par les peuples collectivement connus comme Dongyue et l'Ouyue.
Le royaume de Yue a commencé à apparaître dans les chroniques et les registres écrits au cours de la période des Printemps et Automnes. Selon les chroniques, le royaume de Yue se trouvait au nord de l'actuel Zhejiang. Shiji affirme que ses dirigeants sont issus du fondateur des Shang, Yu le Grand.
Le « Chant du batelier Yue » (en chinois : 越人歌 ; pinyin : Yuèrén Gē ; littéralement : « chant de l'homme de Yue ») a été translittéré en chinois et enregistré par des auteurs du nord de la Chine ou de la Chine intérieure, du Hebei et de Henan 528 av. La chanson montre que les Yue parlaient une langue qui était mutuellement incompréhensible avec les dialectes parlés dans le nord et l'intérieur de la Chine. L'épée de Goujian porte l'écriture de phoque oiseau-ver. Yuenü (chinois : 越女 ; pinyin: Yuènǚ ; Wade – Giles: Yüeh-nü; littéralement : « la dame de Yue ») était une épéiste de l'État de Yue. Pour freiner la croissance du royaume de Wu, Chu poursuivit une politique de renforcement de Yue.
Sous le roi Goujian, Yue se remit de ses premiers revers et annexa complètement les terres de son rival en 473 av. J.-C.. Les rois Yue ont ensuite déplacé leur centre de la capitale de leur maison d'origine autour du mont Kuaiji dans l'actuel Shaoxing vers l'ancienne capitale Wu à l'actuelle Suzhou. En l'absence de pouvoir du Sud contre Yue, Chu s'y opposa directement et réussit, en 333 av. J.-C., à le détruire. Les anciennes terres de Yue ont été annexées par l'empire Qin en 221 av. J.-C..

### Les époques Sui et Tang
Le Zhejiang, en tant que cœur du Jiangnan (delta du Yangtsé), est resté la plus riche des Six Dynasties (220 ou 222-589), Sui et Tang. Après avoir été incorporée à la dynastie Sui, sa richesse économique a été utilisée pour les ambitions d'expansion de la dynastie Sui au nord et au sud, en particulier en Corée et au Vietnam. Le plan a conduit la dynastie Sui à restaurer et à étendre le réseau qui est devenu le Grand Canal de Chine. Le canal transportait régulièrement des céréales et des ressources depuis le Zhejiang, via son centre métropolitain Hangzhou (et son arrière-pays bordant la rivière Zhe et les rives de la baie de Hangzhou), ainsi que depuis Suzhou et de là dans la plaine nord de la Chine. La débâcle de la guerre de Corée a entraîné le renversement de Sui par les Tang, qui ont ensuite présidé à un âge d'or séculaire pour le pays.
Le Zhejiang était un centre économique important du circuit est de Jiangnan de l'empire et était considéré comme particulièrement prospère. Tout au long de la dynastie Tang, le Grand Canal était resté efficace, transportant des céréales et des ressources matérielles dans les plaines et les centres métropolitains de la Chine du Nord. Avec la désintégration de la dynastie Tang, le Zhejiang constitue la majeure partie du territoire de royaume de Yue.

### Époque contemporaine
Occupée par l'armée impériale japonaise lors de l'expansion de l'Empire, la région fit l'objet de violentes représailles à la suite du raid de Doolittle, mené le 18 avril 1942 par les Américains. Déterminé à retrouver les aviateurs abrités par la population, le quartier général impérial ordonna à l'été 1942 le massacre d'environ 250 000 civils du Zhejiang et du Jiangxi.

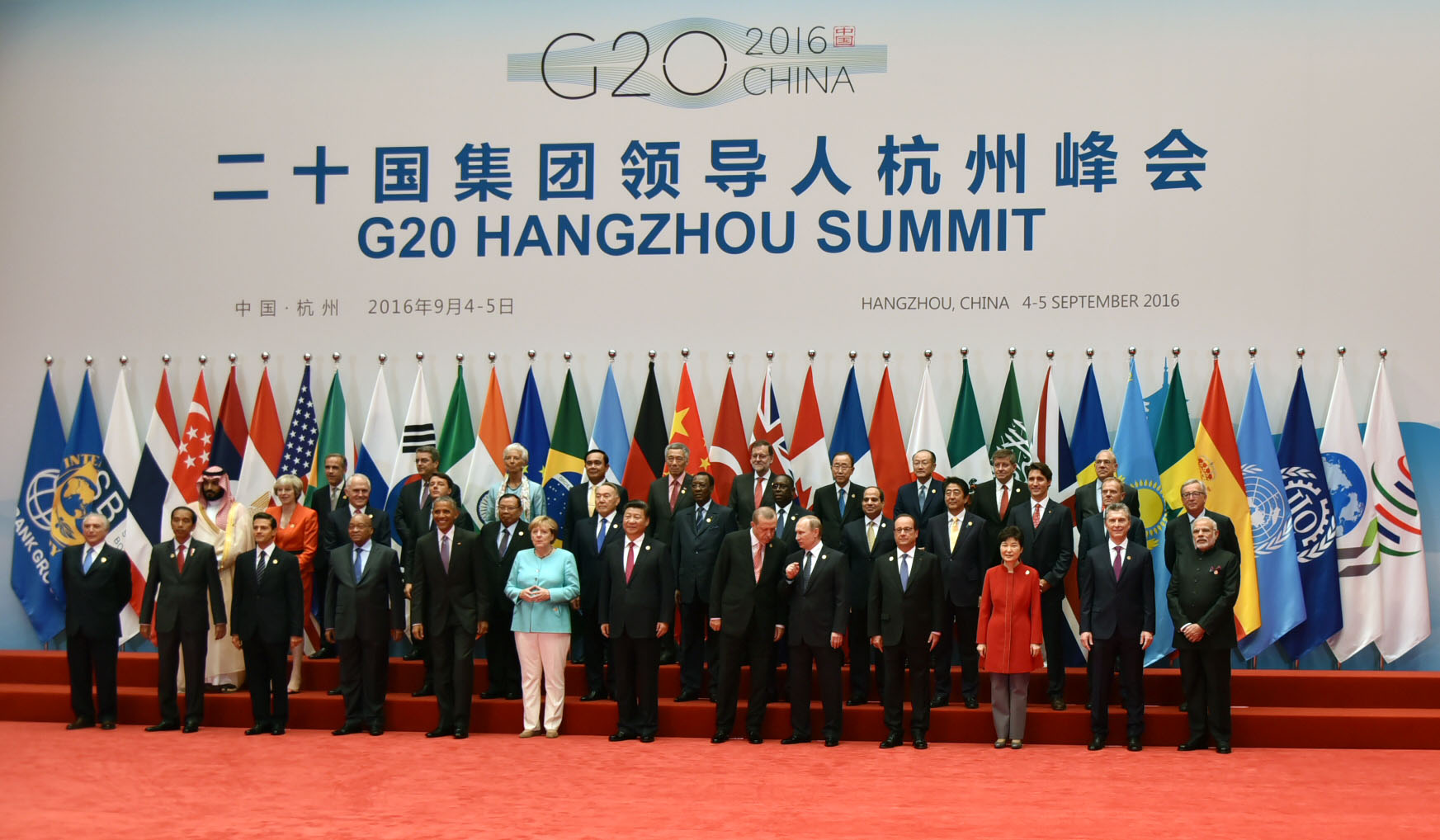
Le sommet du G20 à Hangzhou, Zhejiang.

Avec l'ouverture économique de la Chine, la province du Zhejiang est devenue l'une des régions les plus riches et développées de la Chine continentale, en s'intégrant dans la continuité du cercle économique autour de la mégalopole de Shanghai et le delta du fleuve Yangzi.
La capitale de la province, Hangzhou, a accueilli le forum du G20 en 2016, étant l'un des premiers grands événements mondiaux à se dérouler dans le Zhejiang.
En 2015, les autorités de la province décident de faire retirer les croix des églises et des temples. Ces croix ne doivent plus surplomber les édifices religieux, mais être situées sur les façades.

## Politique et administration

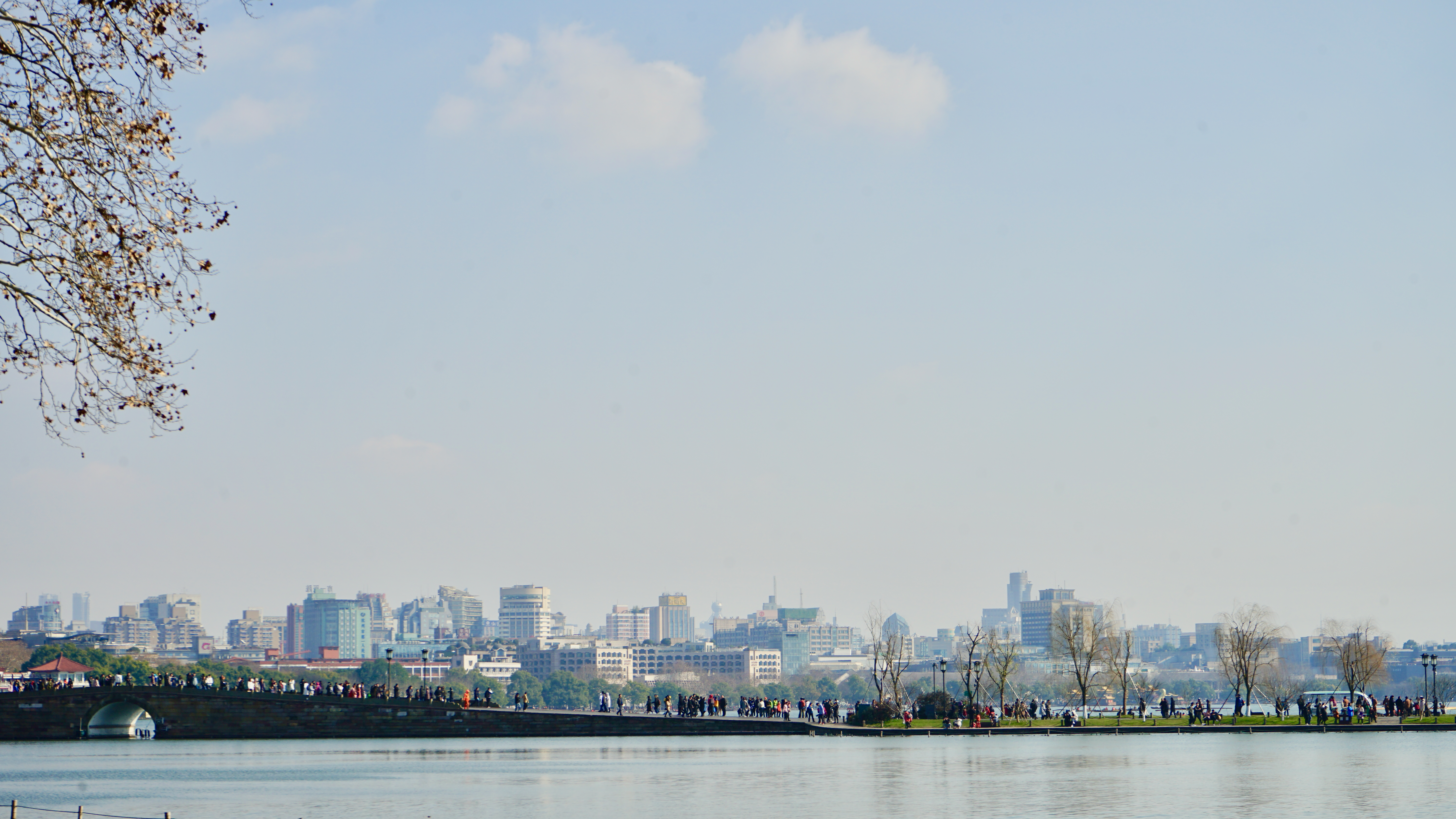
1. Hangzhou

La province du Zhejiang est subdivisée en 11 villes-préfectures dont deux (Hangzhou et Ningbo) sont des villes sous-provinciales c'est-à-dire disposant d'une grande autonomie sur le plan économique pour lesquelles elles rendent compte directement au gouvernement central. Les villes-préfectures comprennent elles-mêmes 89 subdivisions dont 37 districts, 19 villes-districts, 32 xians et 1 xian autonome. Au niveau inférieur (canton) on trouve 1 375 subdivisions.
| Subdivisions administratives du Zhejiang | Subdivisions administratives du Zhejiang | Subdivisions administratives du Zhejiang | Subdivisions administratives du Zhejiang | Subdivisions administratives du Zhejiang | Subdivisions administratives du Zhejiang | Subdivisions administratives du Zhejiang | Subdivisions administratives du Zhejiang | Subdivisions administratives du Zhejiang | Subdivisions administratives du Zhejiang | Subdivisions administratives du Zhejiang | Subdivisions administratives du Zhejiang | Subdivisions administratives du Zhejiang | Subdivisions administratives du Zhejiang |
| ---------------------------------------- | ---------------------------------------- | ---------------------------------------- | ---------------------------------------- | ---------------------------------------- | ---------------------------------------- | ---------------------------------------- | ---------------------------------------- | ---------------------------------------- | ---------------------------------------- | ---------------------------------------- | ---------------------------------------- | ---------------------------------------- | ---------------------------------------- |
| District Xian                            |                                          |                                          |                                          |                                          |                                          |                                          |                                          |                                          |                                          |                                          |                                          |                                          |                                          |
| No.                                      | Code subdivision                         | Préfecture                               | en chinois Hanyu Pinyin                  | Population 2010                          | Superficie en km2                        | Densité (hab/km²)                        | PIB (milliards Yuans).                   | PIB / habitant (2017)                    | Siège                                    | Subdivisions                             | Subdivisions                             | Subdivisions                             | Subdivisions                             |
| No.                                      | Code subdivision                         | Préfecture                               | en chinois Hanyu Pinyin                  | Population 2010                          | Superficie en km2                        | Densité (hab/km²)                        | PIB (milliards Yuans).                   | PIB / habitant (2017)                    | Siège                                    | Districts                                | Xians                                    | Xians autonomes                          | villes-district                          |
| 1                                        | 330100                                   | Hangzhou                                 | (杭州市, Hángzhōu Shì)                   | 9,5                                      | 16 596                                   | 572                                      | 1 255,6                                  | 134 607                                  | District de Jianggan                     | 10                                       | 2                                        | 1                                        |                                          |
| 3                                        | 330500                                   | Huzhou                                   | (湖州市 Húzhōu Shì)                      | 3                                        | 5 818                                    | 515                                      | 247,6                                    | 82 952                                   | District de Wuxing                       | 2                                        | 3                                        |                                          |                                          |
| 4                                        | 330400                                   | Jiaxing                                  | (嘉兴市 Jiāxīng Shì)                     | 4,7                                      | 4 009                                    | 1172                                     | 435,5                                    | 93 934                                   | District de Nanhu                        | 2                                        | 2                                        | 3                                        |                                          |
| 5                                        | 330700                                   | Jinhua                                   | (金华市 Jīnhuá Shì)                      | 5,6                                      | 10 926                                   | 512                                      | 387,0                                    |                                          | District de Wucheng                      | 2                                        | 3                                        | 4                                        |                                          |
| 6                                        | 331100                                   | Lishui                                   | (丽水市 Líshuǐ Shì)                      | 2,2                                      | 17 298                                   | 127                                      | 129,8                                    | 59 674                                   | District de Liandu                       | 1                                        | 6                                        | 1                                        | 1                                        |
| 2                                        | 330200                                   | Ningbo                                   | (宁波市 Níngbō Shì)                      | 8                                        | 9 816                                    | 815                                      | 984,7                                    | 124 017                                  | District de Yinzhou                      | 6                                        | 2                                        | 2                                        |                                          |
| 7                                        | 330800                                   | Quzhou                                   | (衢州市 Qúzhōu Shì)                      | 2,2                                      | 8 846                                    | 249                                      | 138                                      | 63 492                                   | District de Kecheng                      | 2                                        | 3                                        | 1                                        |                                          |
| 8                                        | 330600                                   | Shaoxing                                 | (绍兴市 Shàoxīng Shì)                    | 5                                        | 8 279                                    | 604                                      | 510,8                                    | 102 200                                  | District de Yuecheng                     | 3                                        | 1                                        | 2                                        |                                          |
| 9                                        | 331000                                   | Taizhou                                  | (台州市 Tāizhōu Shì)                     | 6,1                                      | 9 411                                    | 648                                      | 438,8                                    | 72 912                                   | District de Jiaojiang                    | 3                                        | 3                                        | 3                                        |                                          |
| 10                                       | 330300                                   | Wenzhou                                  | (温州市 Wēnzhōu Shì)                     | 9,2                                      | 12 255                                   | 750                                      | 545,3                                    | 59 306                                   | District de Lucheng                      | 4                                        |                                          | 5                                        | 3                                        |
| 11                                       | 330900                                   | Zhoushan                                 | (舟山市 Zhōushān Shì)                    | 1,2                                      | 1 440                                    | 833                                      | 121,9                                    | 104 811                                  | District de Dinghai                      | 2                                        | 2                                        |                                          |                                          |

### Principales villes
La province dispose d'une population fortement urbanisée (69%) avec 23 villes de plus de 0,5 million d'habitants (2018). Les plus importantes sont toutes situées à faible distance de la façade maritime : Hangzhou, capitale de la province peuplée d'environ 7 millions habitants, Ningbo (3,55 millions d'habitants) un des plus grands ports de Chine et Wenzhou (3,55 millions).

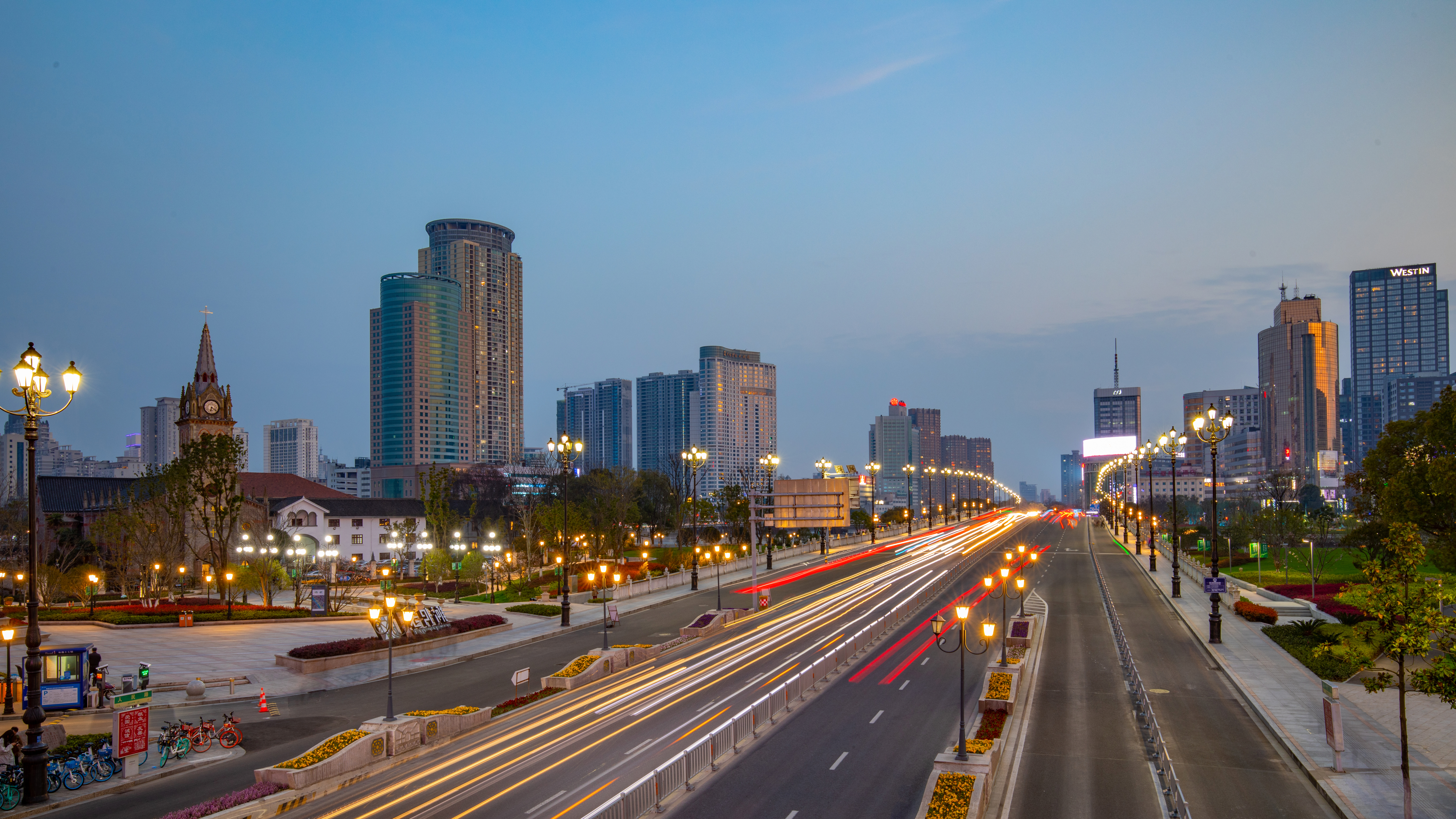
2. Ningbo

| Agglomération | Population de l'agglomération millions (2017) | Rang (Chine) | Superficie (km²) | Densité | Commentaire                                |
| ------------- | --------------------------------------------- | ------------ | ---------------- | ------- | ------------------------------------------ |
| Hangzhou      | 6,96                                          | 15           | 1 334            | 5200    |                                            |
| Wenzhou       | 3,55                                          | 32           | 479              | 7400    |                                            |
| Ningbo        | 3,52                                          | 33           | 932              | 9800    |                                            |
| Shaoxing      | 2,055                                         | 51           | 544              | 3800    |                                            |
| Yiwu          | 1,96                                          | 52           | 233              | 8400    | Rattaché à la ville-préfecture de Jinhua   |
| Taizhou       | 1,78                                          |              | 246              | 7200    |                                            |
| Huzhou        | 1,65                                          |              | 425              | 3900    |                                            |
| Jiaxing       | 1,41                                          |              | 12 100           | 7800    |                                            |
| Wenling       | 1,4                                           |              | 117              | 12100   | Rattaché à la ville-préfecture de Taizhou  |
| Cixi          | 1,4                                           |              | 479              | 2900    | Rattaché à la ville-préfecture de Ningbo   |
| Ruian         | 1,29                                          |              | 111              | 11600   | Rattaché à la ville-préfecture de Wenzhou  |
| Tongxiang     | 0,9                                           |              | 96               | 9300    | Rattaché à la ville-préfecture de Jiaxing  |
| Quzhou        | 0,87                                          |              | 192              | 4500    |                                            |
| Haining       | 0,83                                          |              | 135              | 6100    | Rattaché à la ville-préfecture de Jiaxing  |
| Pinghu        | 0,78                                          |              | 119              | 6500    | Rattaché à la ville-préfecture de Jiaxing  |
| Jinhua        | 0,75                                          |              | 186              | 4000    |                                            |
| Yuyao         | 0,725                                         |              | 122              | 6000    | Rattaché à la ville-préfecture de Ningbo   |
| Fuyang        | 0,71                                          |              | 114              | 6200    | Rattaché à la ville-préfecture de Hangzhou |
| Yongkang      | 0,675                                         |              | 223              | 3000    | Rattaché à la ville-préfecture de Jinhua   |
| Cangnan       | 0,625                                         |              | 85               | 7300    | Rattaché à la ville-préfecture de Wenzhou  |
| Zhoushan      | 0,61                                          |              | 130              | 4700    |                                            |
| Linhai        | 0,53                                          |              | 85               | 6200    | Rattaché à la ville-préfecture de Taizhou  |
| Zhuji         | 0,52                                          |              | 135              | 3900    | Rattaché à la ville-préfecture de Shaoxing |

## Économie

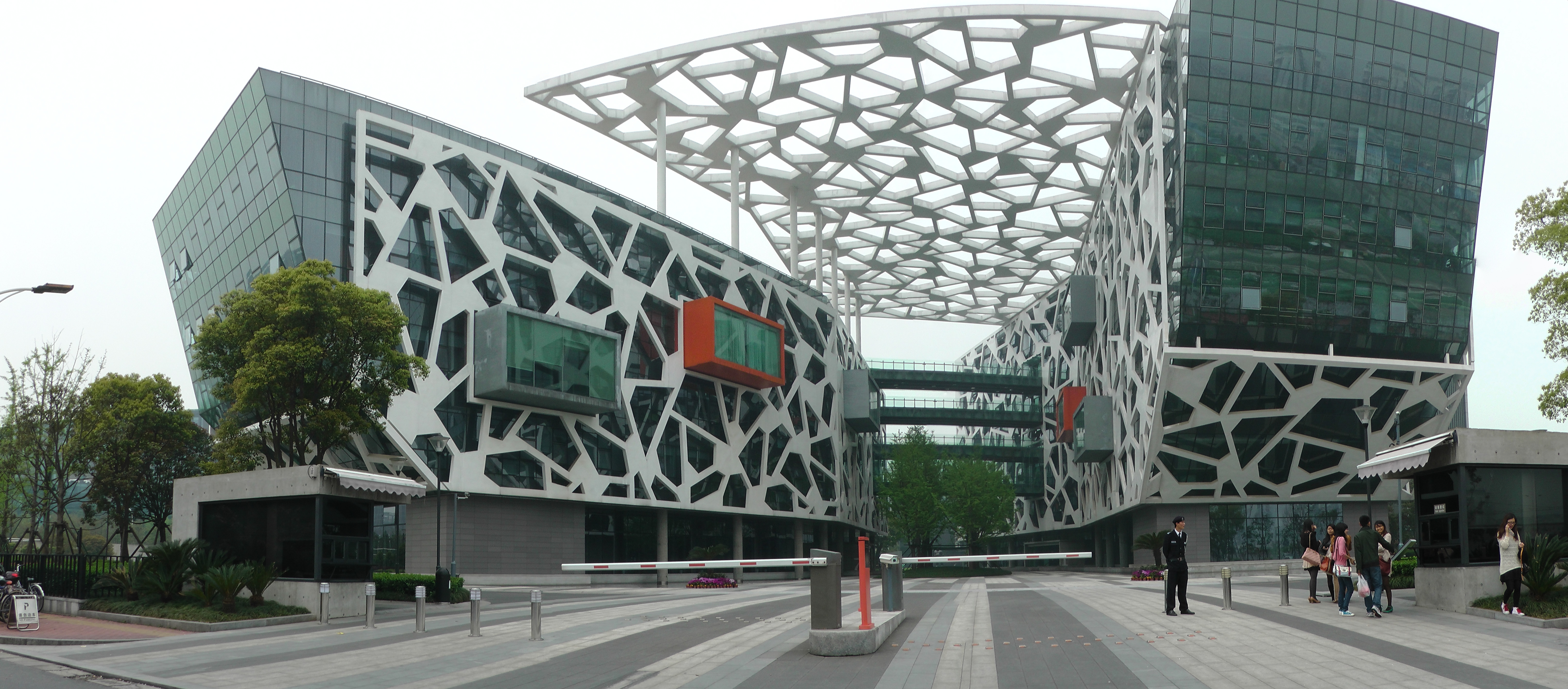
Siège social de Alibaba Group, à Hangzhou.

Le Zhejiang reflète le miracle économique chinois contemporain : province pauvre et essentiellement rurale elle a réussi à devenir l'un des centres industriels les plus actifs du monde. On parle parfois d'un modèle économique du Zhejiang qui combine des infrastructures publiques de bonne qualité et une large place accordée à l'initiative individuelle et à la petite entreprise.
Fin 2015, 55 des 500 premières entreprises privées chinoises ont leur siège dans la ville de Hangzhou. Parmi celles-ci Wahaha (boissons), Supor leader du petit électroménager en Chine et filiale du Groupe SEB , Hikvision (vidéosurveillance), Wanxiang (équipementier automobile), Geely (constructeur automobile). La ville se classe juste derrière Pékin et Shanghaï pour le nombre de sociétés de haute technologie de grande taille.
En 2017, 13 sociétés de ce type ayant une capitalisation supérieure à 1 milliard de dollars sont installées à Hangzhou. La plus connue est la société Alibaba, premier groupe chinois de vente par Internet. Les autres sociétés les plus importantes sont Koubei (service en ligne), Tao Piao Piao (plateforme de billetterie de cinéma), We Doctor (santé en ligne) et Meili (plateforme de commerce en ligne spécialisée dans la mode).
Les chenilles de ver à soie qui vivent en cocons et se nourrissent des mûriers font la fortune de la province méridionale de Zhejiang. La ville de Yiwu est devenue le centre de vente en détail le plus important de Chine voire du monde entier.

## Population et société

### Émigration
Une grande partie des immigrés chinois en France vient de cette province, et plus particulièrement de la ville-préfecture de Wenzhou (温州) et du xian de Qingtian, dans la ville-préfecture voisine de Lishui. Les premiers immigrés chinois en France, dès la fin du XIXe siècle, sont des colporteurs à pied ou à vélo au service des marchands de la province du Zhejiang. Sur la base de ces réseaux commerciaux, des habitants de la province sont recrutés –difficilement– pour travailler dans des camps pendant la Première Guerre mondiale.

### Langues
Les dialectes de cette province appartiennent au groupe wu (吴), excepté celui de Hangzhou qui est un dialecte mandarin importé au milieu de la dynastie Song (宋).
Le dialecte de Hangzhou est officiellement groupé dans le groupe wu, bien qu'il ait certaines des particularités de la langue du nord, car il garde autant de consonnes sonores et s'entend avec les autres dialectes wu, différent des dialectes de mandarin moderne.

## Culture et patrimoine

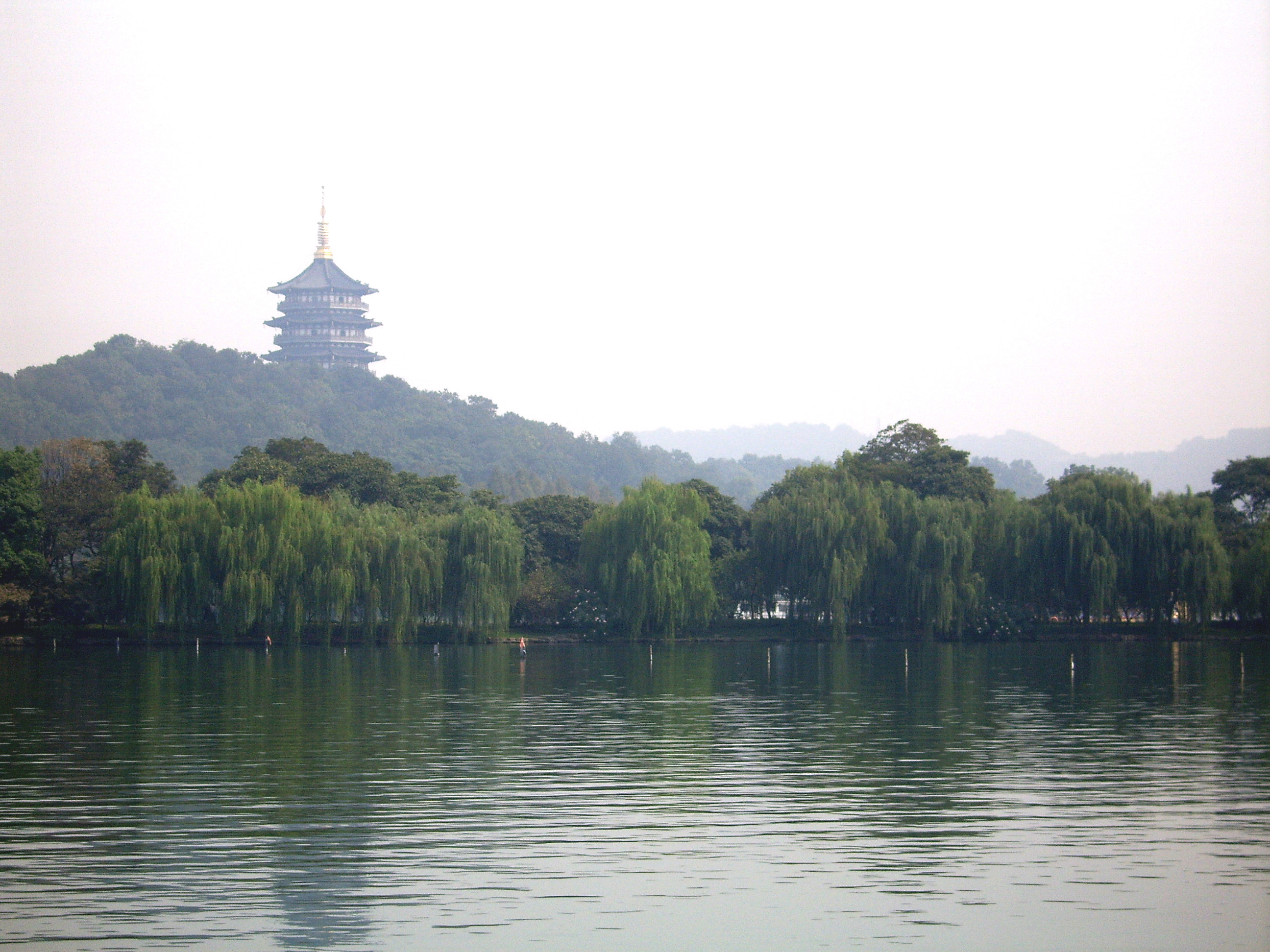
Lac de l'Ouest avec la tour de Leifeng, à Hangzhou

La ville de Hangzhou, chef-lieu de province, célèbre pour son lac de l'Ouest et pour son architecture ancienne, est une destination touristique majeure.

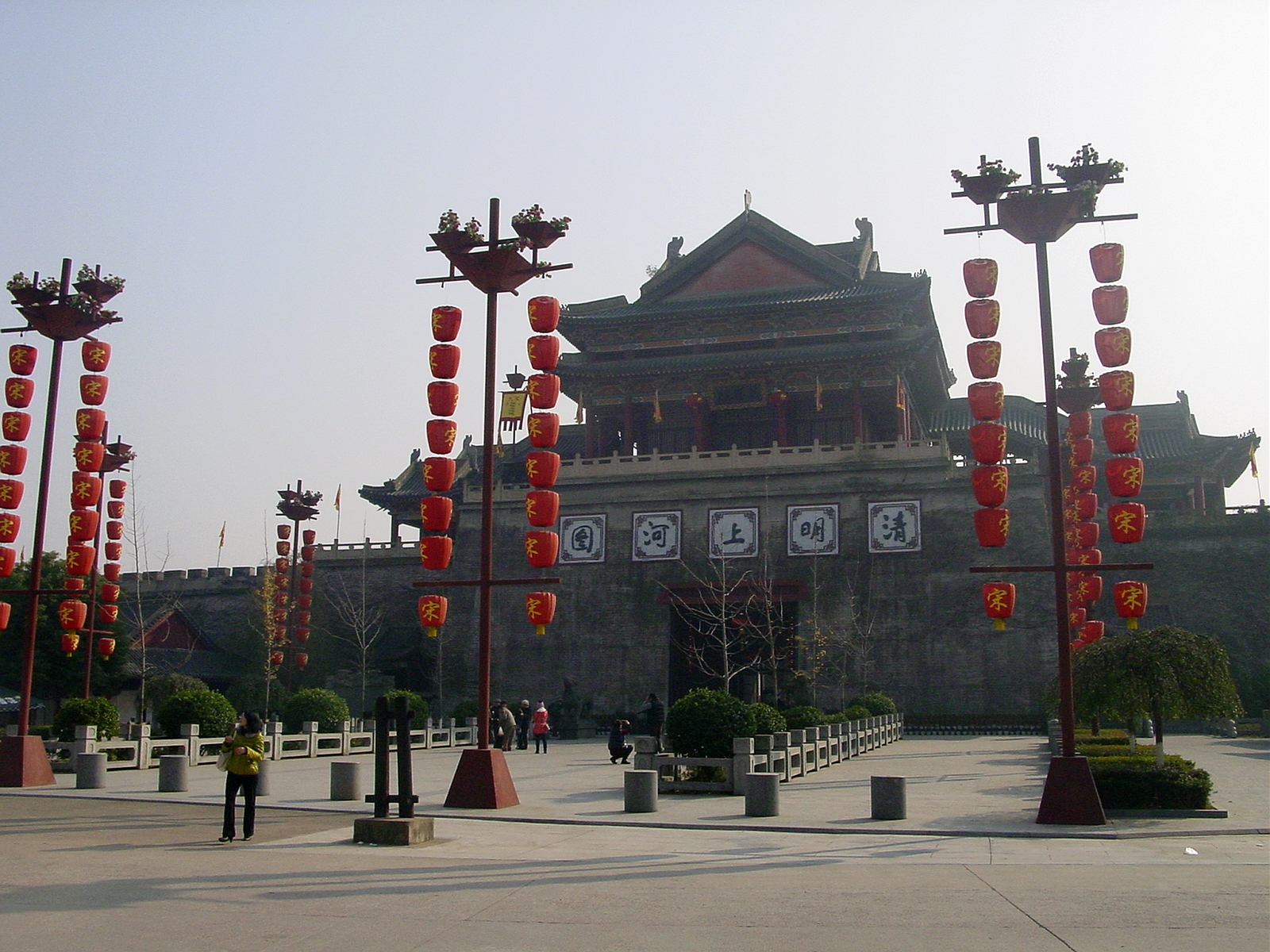
Un site reproduit dans le centre de Hengdian.

Le centre cinématographique de Hengdian, connu et réputé comme le Hollywood chinois, est un site de production majeur de films et séries chinois.
Les montagnes du parc national Yandang Shan sont connus pour leurs formes atypiques et des paysages pittoresques.

## Transports
Le Zhejiang dispose d'une infrastructure de qualité et courant 2018 des investissements importants sont consacrés à leur amélioration. La province compte à cette date 4 154 km d'autoroutes et 120 000 km de routes. Des voies rapides relient la capitale Hangzhou aux principales villes de la province (Jiaxing, Ningbo, Wenzhou, Quzhou) ainsi qu'aux provinces voisines de l’Anhui et du Jiangsu et à la ville de Shanghai. Un pont de 36 kilomètres de long relie Shanghai à Ningbo en traversant la baie de Hangzhou.

### Transport aérien
La province est desservie par de nombreux aéroports :
- aéroport international de Hangzhou-Xiaoshan ;
- aéroport international de Ningbo-Lishe ;
- aéroport international de Wenzhou-Longwan ;
- aéroport de Quzhou ;
- aéroport de Taizhou-Luqiao.

### Transport ferroviaire
Le réseau ferroviaire comprend 2 500 km de voies dont 1 100 kilomètres à grande vitesse.
Hangzhou est reliée par des trains à grande vitesse à Ningbo (1 h) et Wenzhou (2 h 15) dans la province du Zhejiang. Au delà des frontières de celle-ci, Hangzhou est reliée par des dessertes fréquentes à Shanghai (1 h), Nankin et Suzhou dans la province Jiangsu (en 1 h 30), à Hefei dans la province du Anhui (2 h 30), à Wuhan dans la province du Hubei et à Pékin en 4 h 30.
- LGV Shanghai - Hangzhou
- LGV Hangzhou - Ningbo
- LGV Hangzhou - Changsha
- LGV Hangzhou - Huangshan
- LGV Ningbo - Taizhou - Wenzhou
- LGV Jinhua - Wenzhou

### Transport maritime
Bénéficiant d'une côte fortement indentée, la province comporte quatre ports maritimes importants (Ningbo-Zhoushan, Wenzhou, Taizhou et Jiaxing) par lesquels ont transité en 2017 1,26 milliard de tonnes de marchandises et 26,87 millions de conteneurs.

## Personnalités
- Su Xuelin (1897-1999), née à Zhejiang, femme de lettres chinoise.